# 鳴子御殿湯駅
鳴子御殿湯駅（なるこごてんゆえき）は、宮城県大崎市鳴子温泉字鷲ノ巣（わしのす）にある、東日本旅客鉄道（JR東日本）陸羽東線の駅である。

## 歴史
- 1952年（昭和27年）1月25日：日本国有鉄道の東鳴子駅（ひがしなるごえき）として開業[5]。
- 1983年（昭和58年）3月7日：荷物の扱いを廃止[4][6]。駅員無配置駅となる[7]。
- 1987年（昭和62年）4月1日：国鉄分割民営化により、東日本旅客鉄道（JR東日本）の駅となる[4]。
- 1997年（平成9年）3月22日：鳴子御殿湯駅（なるこごてんゆえき）に改称[4][1]。
- 2004年（平成16年）
  - 6月18日：駅舎改築工事に着手[8]。
  - 9月18日：駅舎改築[9]。
- 2008年（平成20年）4月：委託駅員を観光駅長に任命。
- 2024年（令和6年）10月1日：えきねっとQチケのサービスを開始[2][10]。

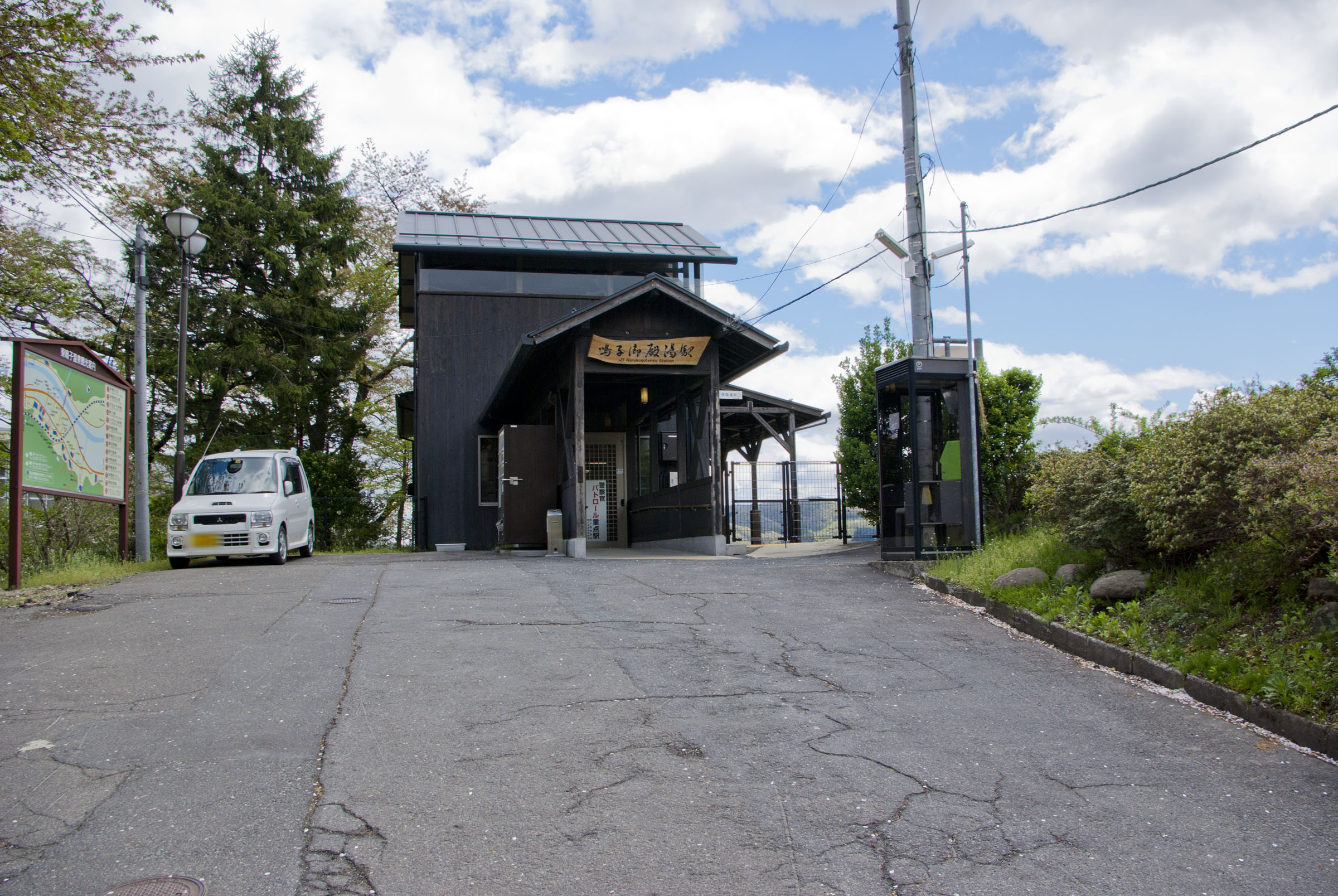
塗装変更前の駅舎（2010年5月）

## 駅構造
単式ホーム1面1線を有する地上駅である。盛土上に位置し、ホームの一部は高架となっている。
小牛田統括センター（古川駅）が管理し、鳴子御殿湯駅管理組合（東鳴子温泉旅館組合が主体となって設立）が業務を受託する簡易委託駅で、窓口が設置されている。駅舎は2004年（平成16年）に改築された木造平屋建てで、「昭和の懐かしさ」をイメージしたものとなっている。

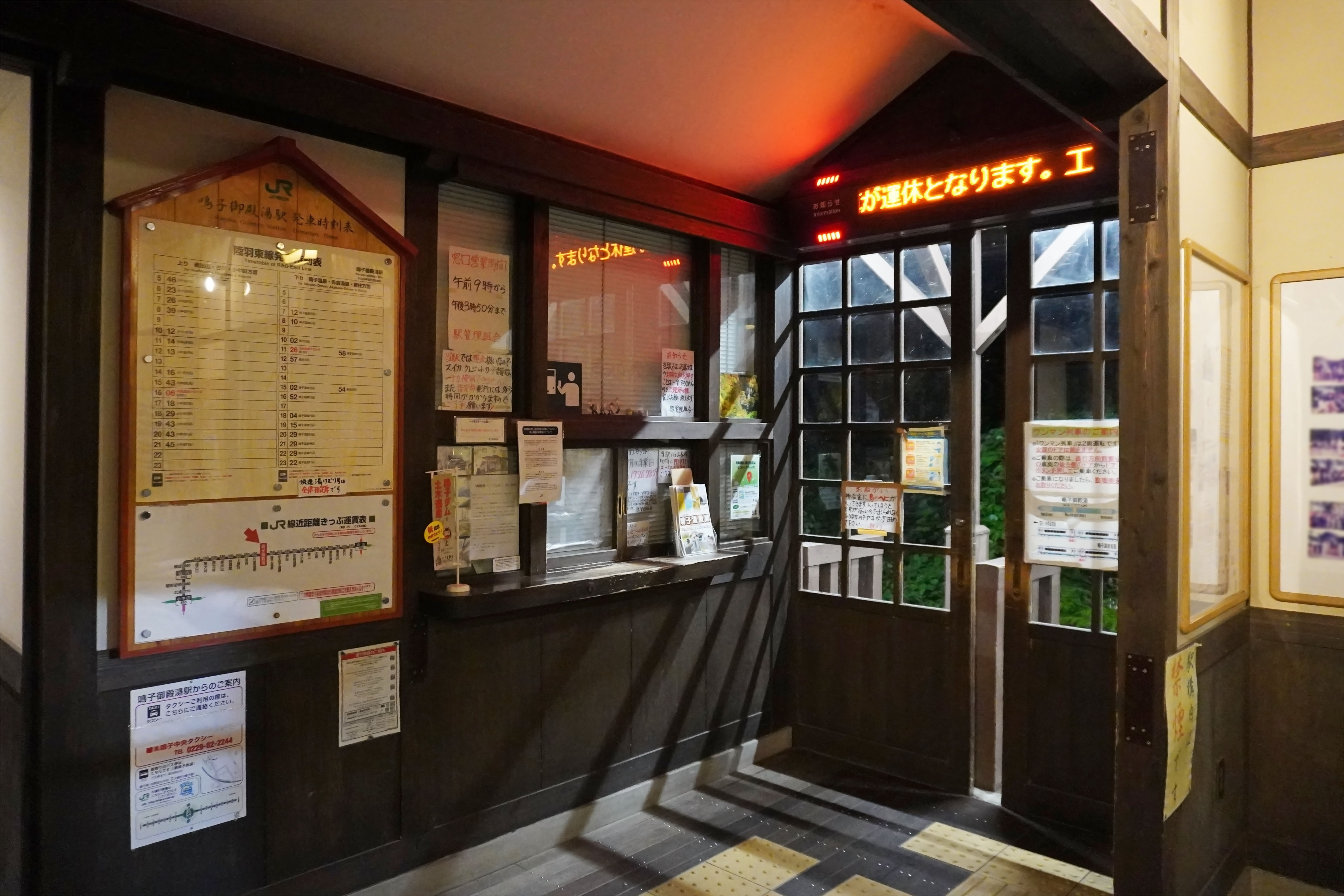
改札口（2023年7月）
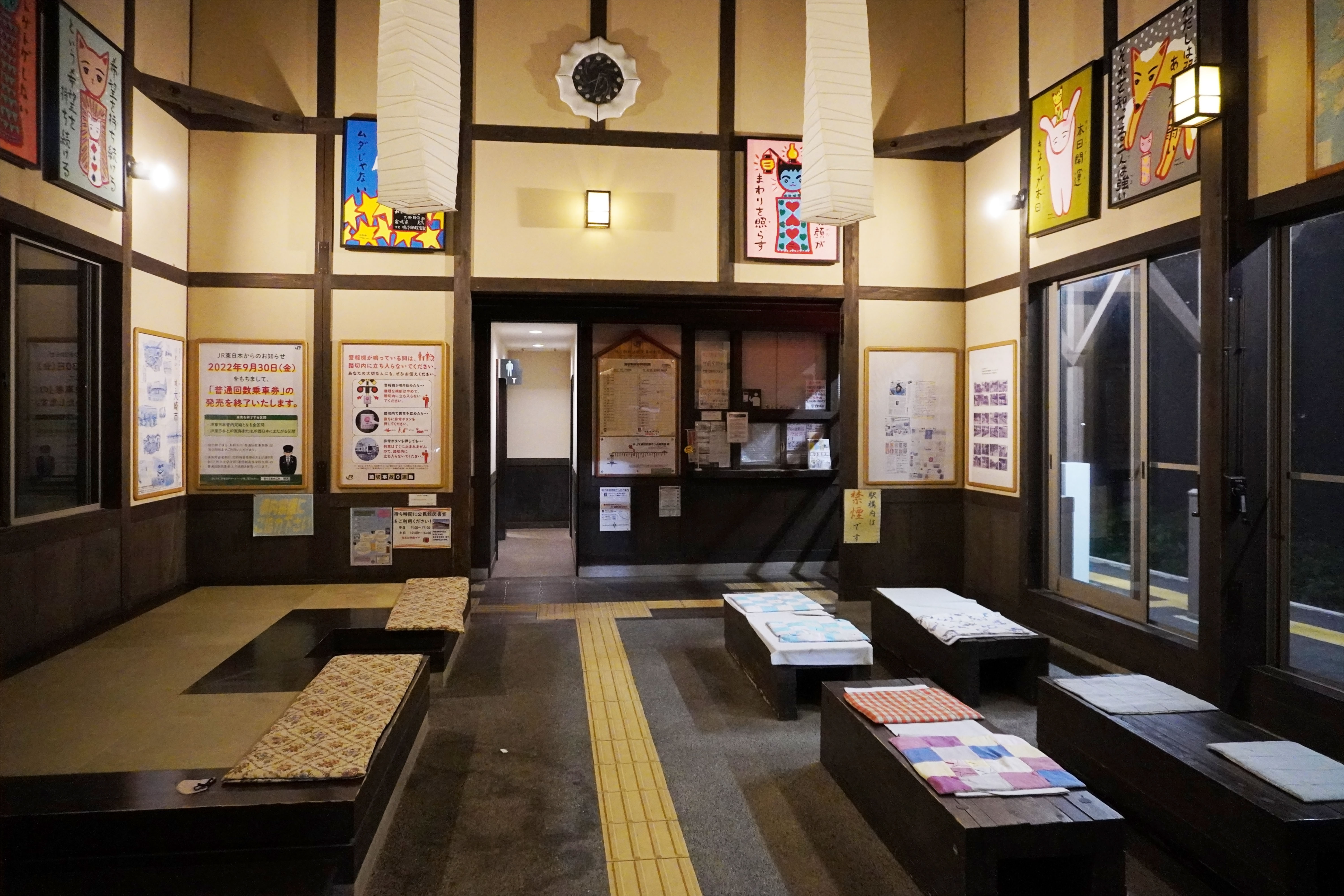
駅舎内（2023年7月）
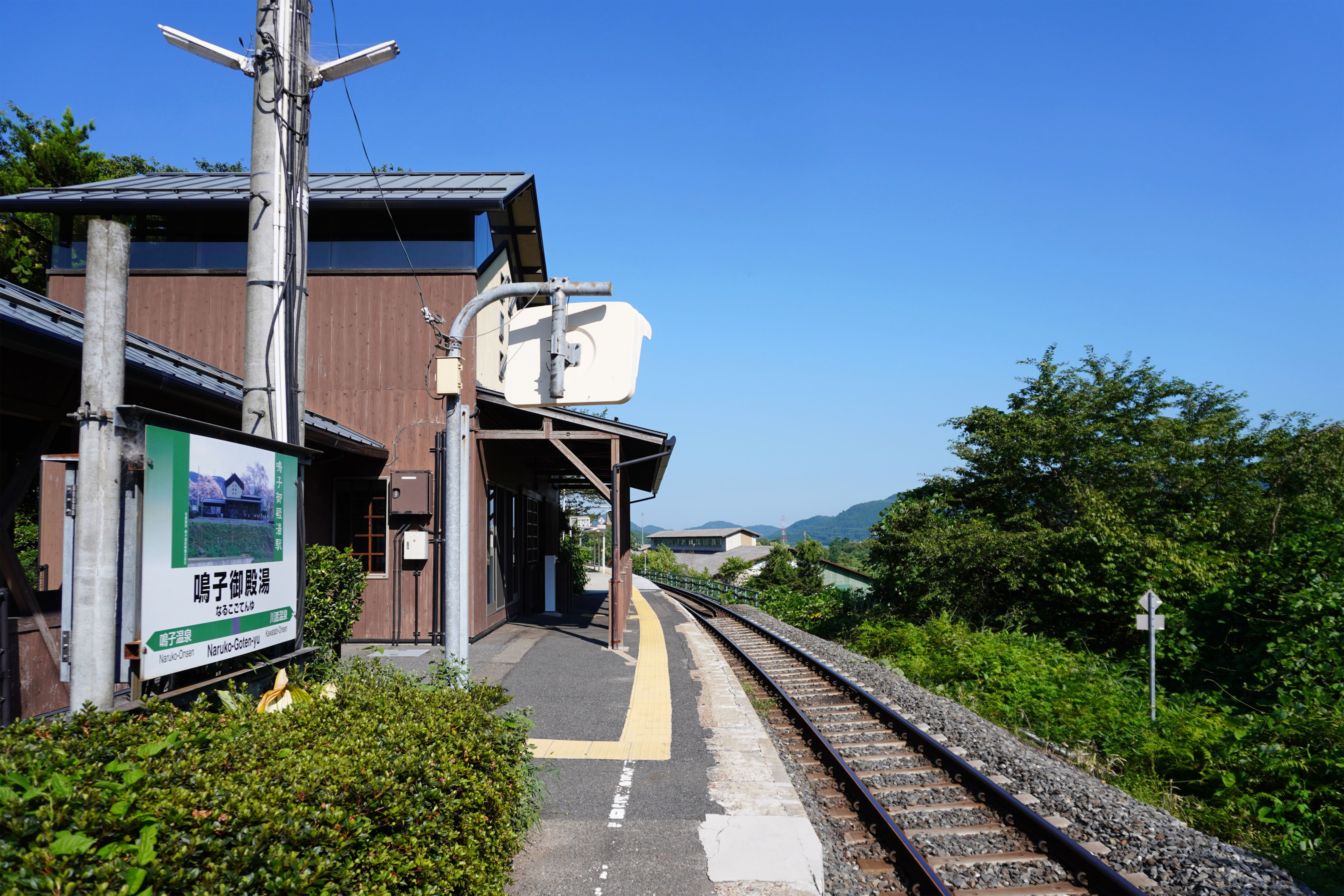
ホーム（2023年7月）

## 利用状況
JR東日本によると、2023年度（令和5年度）の1日平均乗車人員は35人である。
2000年度（平成12年度）以降の推移は以下のとおりである。
| 1日平均乗車人員推移 | 1日平均乗車人員推移 | 1日平均乗車人員推移 | 1日平均乗車人員推移 | 1日平均乗車人員推移 |
| 年度                | 定期外              | 定期                | 合計                | 出典                |
| ------------------- | ------------------- | ------------------- | ------------------- | ------------------- |
| 2000年（平成12年）  |                     |                     | 137                 | [ 利用客数 2 ]      |
| 2001年（平成13年）  |                     |                     | 131                 | [ 利用客数 3 ]      |
| 2002年（平成14年）  |                     |                     | 130                 | [ 利用客数 4 ]      |
| 2003年（平成15年）  |                     |                     | 119                 | [ 利用客数 5 ]      |
| 2004年（平成16年）  |                     |                     | 109                 | [ 利用客数 6 ]      |
| 2005年（平成17年）  |                     |                     | 111                 | [ 利用客数 7 ]      |
| 2006年（平成18年）  |                     |                     | 110                 | [ 利用客数 8 ]      |
| 2007年（平成19年）  |                     |                     | 104                 | [ 利用客数 9 ]      |
| 2008年（平成20年）  |                     |                     | 97                  | [ 利用客数 10 ]     |
| 2009年（平成21年）  |                     |                     | 86                  | [ 利用客数 11 ]     |
| 2010年（平成22年）  |                     |                     | 76                  | [ 利用客数 12 ]     |
| 2011年（平成23年）  |                     |                     | 70                  | [ 利用客数 13 ]     |
| 2012年（平成24年）  | 23                  | 52                  | 76                  | [ 利用客数 14 ]     |
| 2013年（平成25年）  | 24                  | 50                  | 74                  | [ 利用客数 15 ]     |
| 2014年（平成26年）  | 22                  | 47                  | 69                  | [ 利用客数 16 ]     |
| 2015年（平成27年）  | 21                  | 42                  | 64                  | [ 利用客数 17 ]     |
| 2016年（平成28年）  | 17                  | 42                  | 60                  | [ 利用客数 18 ]     |
| 2017年（平成29年）  | 19                  | 45                  | 64                  | [ 利用客数 19 ]     |
| 2018年（平成30年）  | 11                  | 41                  | 53                  | [ 利用客数 20 ]     |
| 2019年（令和元年）  | 12                  | 31                  | 44                  | [ 利用客数 21 ]     |
| 2020年（令和02年）  | 7                   | 17                  | 24                  | [ 利用客数 22 ]     |
| 2021年（令和03年）  | 8                   | 21                  | 29                  | [ 利用客数 23 ]     |
| 2022年（令和04年）  | 7                   | 23                  | 31                  | [ 利用客数 24 ]     |
| 2023年（令和05年）  | 10                  | 24                  | 35                  | [ 利用客数 1 ]      |

## 駅周辺
住宅は川沿いに多い。
- 東鳴子簡易郵便局
- 東鳴子温泉 - 駅名の由来でもある、仙台藩藩主専用の風呂（御殿湯）が置かれた。
- 大崎市 鳴子スポーツセンター
- 国道47号

## 隣の駅
東日本旅客鉄道（JR東日本）
■陸羽東線
川渡温泉駅 - 鳴子御殿湯駅 - 鳴子温泉駅

### 記事本文
1. 1 2  「陸羽東線の6駅名改称 JR東北地域本社3月新ダイヤから」『交通新聞』交通新聞社、1997年1月28日、3面。
2. 1 2 3 4  “駅の情報（鳴子御殿湯駅）：JR東日本”.   東日本旅客鉄道. 2024年8月28日時点のオリジナルよりアーカイブ。2024年10月20日閲覧。
3. 1 2 3  『週刊 JR全駅・全車両基地』 56号 新庄駅・気仙沼駅・鳴子温泉駅ほか80駅、朝日新聞出版〈週刊朝日百科〉、2013年9月15日、20頁。
4. 1 2 3 4  石野哲（編）『停車場変遷大事典 国鉄・JR編 Ⅱ』（初版）JTB、1998年10月1日、570頁。ISBN 978-4-533-02980-6。
5. ↑  「日本国有鉄道公示第10号」『官報』1952年1月22日（国立国会図書館デジタルコレクション）
6. ↑  「日本国有鉄道公示第209号」『官報』第16825号1983年3月5日。
7. ↑  「「通報」●陸羽東線川渡駅ほか4駅の駅員無配置について（旅客局）」『鉄道公報』日本国有鉄道総裁室文書課、1983年3月5日、2面。
8. 1 2  『読売新聞』読売新聞社、2004年6月19日、東京朝刊、34面。
9. 1 2  「JR年表」『JR気動車客車編成表 '05年版』ジェー・アール・アール、2005年7月1日、183頁。ISBN 4-88283-126-0。
10. ↑  『Suicaエリア外もチケットレスで! 東北エリアから「えきねっとQチケ」がはじまります』（PDF）（プレスリリース）東日本旅客鉄道、2024年7月11日。オリジナルの2024年7月11日時点におけるアーカイブ。2024年8月11日閲覧。

### 利用状況
1. 1 2  “各駅の乗車人員（2023年度）”.   東日本旅客鉄道. 2024年7月23日閲覧。
2. ↑  “各駅の乗車人員（2000年度）”.   東日本旅客鉄道. 2019年2月17日閲覧。
3. ↑  “各駅の乗車人員（2001年度）”.   東日本旅客鉄道. 2019年2月17日閲覧。
4. ↑  “各駅の乗車人員（2002年度）”.   東日本旅客鉄道. 2019年2月17日閲覧。
5. ↑  “各駅の乗車人員（2003年度）”.   東日本旅客鉄道. 2019年2月17日閲覧。
6. ↑  “各駅の乗車人員（2004年度）”.   東日本旅客鉄道. 2019年2月17日閲覧。
7. ↑  “各駅の乗車人員（2005年度）”.   東日本旅客鉄道. 2019年2月17日閲覧。
8. ↑  “各駅の乗車人員（2006年度）”.   東日本旅客鉄道. 2019年2月17日閲覧。
9. ↑  “各駅の乗車人員（2007年度）”.   東日本旅客鉄道. 2019年2月17日閲覧。
10. ↑  “各駅の乗車人員（2008年度）”.   東日本旅客鉄道. 2019年2月17日閲覧。
11. ↑  “各駅の乗車人員（2009年度）”.   東日本旅客鉄道. 2019年2月17日閲覧。
12. ↑  “各駅の乗車人員（2010年度）”.   東日本旅客鉄道. 2019年2月17日閲覧。
13. ↑  “各駅の乗車人員（2011年度）”.   東日本旅客鉄道. 2019年2月17日閲覧。
14. ↑  “各駅の乗車人員（2012年度）”.   東日本旅客鉄道. 2019年2月17日閲覧。
15. ↑  “各駅の乗車人員（2013年度）”.   東日本旅客鉄道. 2019年2月17日閲覧。
16. ↑  “各駅の乗車人員（2014年度）”.   東日本旅客鉄道. 2019年2月17日閲覧。
17. ↑  “各駅の乗車人員（2015年度）”.   東日本旅客鉄道. 2019年2月17日閲覧。
18. ↑  “各駅の乗車人員（2016年度）”.   東日本旅客鉄道. 2019年2月17日閲覧。
19. ↑  “各駅の乗車人員（2017年度）”.   東日本旅客鉄道. 2019年2月17日閲覧。
20. ↑  “各駅の乗車人員（2018年度）”.   東日本旅客鉄道. 2019年7月20日閲覧。
21. ↑  “各駅の乗車人員（2019年度）”.   東日本旅客鉄道. 2020年7月12日閲覧。
22. ↑  “各駅の乗車人員（2020年度）”.   東日本旅客鉄道. 2021年7月11日閲覧。
23. ↑  “各駅の乗車人員（2021年度）”.   東日本旅客鉄道. 2022年8月13日閲覧。
24. ↑  “各駅の乗車人員（2022年度）”.   東日本旅客鉄道. 2023年7月13日閲覧。